# Cmentarz żydowski w Grodzisku Wielkopolskim
Cmentarz żydowski w Grodzisku Wielkopolskim – kirkut w Grodzisku Wielkopolskim mieścił się między obecnymi ulicami Żwirki i Wigury i Półwiejską.
Pierwszy kirkut istniał do połowy XVIII wieku w okolicach dzisiejszej ulicy Bukowskiej, obszar ten obecnie znajduje się między budynkiem poczty, a terenem Zakładu Poprawczego. Graniczył on z klasztorem bernardyńskim, co było źródłem licznych sporów między ludnością polską i żydowską m.in. podczas uroczystości religijnych. Do ich rozstrzygnięcia często angażowali się właściciele miasta. Nowy cmentarz żydowski został założony w XVII wieku. Pochowano na nim wielu zasłużonych dla miasta Żydów m.in. rabina Elijahu Guttmachera, jednego z prekursorów idei kolonizacji Palestyny. Na początku XX wieku cmentarz otoczono solidnym murem, w czasie okupacji kirkut został zdewastowany przez hitlerowców. 
Obecnie na dawnym kirkucie stoi pomnik upamiętniający dawną nekropolię.